# Interdisziplinarität
Interdisziplinarität (lateinisch inter ‚zwischen‘, disciplina ‚Unterweisung‘, ‚Lehre‘, ‚Ordnung‘, ‚Disziplin‘) bezeichnet die kooperative Nutzung und Weiterentwicklung von Ansätzen, Denkweisen oder Methoden verschiedener wissenschaftlicher Fachrichtungen.

## Definition
Eine interdisziplinäre oder fächerübergreifende Arbeitsweise umfasst mehrere voneinander unabhängige Einzelwissenschaften, die einer meist wissenschaftlichen Fragestellung mit ihren jeweiligen Methoden nachgehen. Hierbei spielt eine untergeordnete Rolle, ob diese Fachgebiete selbst interdisziplinäre Ansätze verfolgen oder ob sich diese Ansätze erst durch eine Kombination der Fachgebiete ergeben. In Abgrenzung zur Multidisziplinarität legt Interdisziplinarität nahe, dass Methoden und Arbeitsprozesse kooperativ in der Zusammenarbeit zwischen Vertretern verschiedener Disziplinen entstehen und sich Lösungsstrategien nicht nur durch einen Austausch der Ergebnisse ergeben. Interdisziplinarität bedingt das Zusammenführen verschiedener Teilaspekte, ein reines Nebeneinander dieser Aspekte reicht hierfür nicht aus. Entscheidend ist auch, dass unter den kooperierenden Partnern ein wechselseitiger Nutzen aus der Kooperation entsteht.
Über diese allgemeine Definition hinaus herrscht in der terminologischen Bedeutung des Begriffs allerdings kein Konsens: Abhängig vom Sprachgebrauch und vom Ausgangsverständnis wird Interdisziplinarität als Methode der Erkenntnisgewinnung verstanden, als normative Zielsetzung wissenschaftlicher Kooperation oder auch als Dialog über Chancen und Grenzen fachübergreifender Zusammenarbeit. Übergreifend kann Interdisziplinarität als „akademische Grundhaltung“ verstanden werden, „in der sich Offenheit, Kontextbewusstsein, Anerkennung der eigenen disziplinären Grenzen, Dialoginteresse sowie Kooperations- und Integrationsfähigkeit verbinden.“ Interdisziplinarität zielt also nicht auf die Abschaffung von Disziplinen, sondern auf die Wahrnehmung und Problematisierung ihrer Grenzen und Dysfunktionen.

## Begründungen und Formen von Interdisziplinarität
Wissenschaftliche Forschung ist durch arbeitsteilige Prozesse gekennzeichnet. Spezialisierung in einzelnen Fächern ist die Konsequenz.
Allerdings ist die Wirklichkeit, die die wissenschaftliche Forschung reflektiert, vielschichtig und komplex. Eine Unterteilung in Einzelwissenschaften, die oft willkürlich ist, findet in der Realität nur selten statt; die Probleme sind nicht immer entsprechend den disziplinären Grenzen zugeschnitten, sondern umfassen oft mehrere Fächer. Forschungsfragen können also häufig nicht aus einem einzelnen Fach heraus beantwortet werden, sodass eine Zusammenarbeit zwischen (inter) den Disziplinen notwendig ist. Ähnlich wie Transdisziplinarität erwächst auch Interdisziplinarität aus der Kritik an Kontextlosigkeit, hochspezialisiertem wissenschaftlichem Expertentum und an unzureichender Begründung disziplinärer Arbeit; sie stellt zudem besondere Anforderungen an die Gestaltung und Reform akademischer Lehre und Didaktik.
Der Didaktiker Siegbert A. Warwitz führt dies am Beispiel der Sportwissenschaft aus: „Sporterziehung kann sich nicht mehr im bloßen Tun, selbst nicht im nur begründeten Tun und der reflektierenden Begleitung des Vollzugs, erschöpfen. Sporterziehung impliziert darüber hinaus eine kognitive Komponente, das Fach und die fachliche Arbeit grundsätzlich, d. h. nach den Wurzeln, Ausprägungen, Möglichkeiten, Werten, Mißwüchsen, Missbräuchen hin zu durchdenken.“ Der Sportwissenschaftler Klaus Willimczik hat die daraus erwachsenden Konsequenzen für die Zusammenarbeit mit so unterschiedlichen Disziplinen wie der Medizin, der Biomechanik, der Psychologie, der Soziologie oder der Pädagogik ausführlich dargestellt.
Einige wissenschaftliche Fachrichtungen wie Politologie, Biochemie oder Geotechnik, Sportwissenschaft und Verkehrswissenschaft sind aus interdisziplinärer Zusammenarbeit entstanden (vgl. Interdisziplinäre Wissenschaft). Daneben sind auch weniger stark strukturierte Formen der fächerübergreifenden oder interdisziplinären Forschung heute üblich geworden wie etwa die Gorillaforschung oder die Wagnisforschung. Oft praktiziert auch der einzelne Wissenschaftler eine persönliche Interdisziplinarität, indem er Kompetenzen unterschiedlicher Disziplinen in sich vereint, etwa in der Schuldidaktik in Form des Projektunterrichts.
Wesentlich für die fächerübergreifende Zusammenarbeit ist, dass über die Fachgrenzen hinweg ein Verständigungsprozess stattfindet, d. h. eine gemeinsame Sprache zur Beschreibung und Lösung der Probleme gefunden wird, aber auch Kriterien, beispielsweise zur Bewertung der Qualität der wissenschaftlichen Leistung, geteilt werden. Prinzipien, nach denen Wissenschaftler fächerübergreifend arbeiten und zusammenarbeiten können, sind im Verhältnis der Disziplinen (a) das Prinzip der Gleichordnung der Disziplinen, (b) das Prinzip der Transzendierung der Disziplinen, (c) das Prinzip der Identifikation des Forschungsgegenstandes, (d) das Prinzip der Minimalität beim Wissenstransfer, (e) das Prinzip der Synergie und (f) das Prinzip der Integration; Prinzipien die Sprache betreffend sind (a) das Prinzip der Einheit, (b) das Prinzip der Alltagssprache und (c) das Prinzip des Vergleichs.
Ab wann von interdisziplinärer Arbeit gesprochen wird, kann sich in verschiedenen Fachrichtungen stark unterscheiden. So würde ein Ingenieur für Nachrichtentechnik die Zusammenarbeit mit einem Ingenieur für Hochspannungstechnik nicht als interdisziplinär bezeichnen. Dagegen sprechen Mediziner bereits von Interdisziplinarität bei Zusammenarbeit von Urologie und Gynäkologie, obwohl diese Fachrichtungen nahe verwandt sind.

## Beispiele
- Archäologie: In der Archäologie spielen naturwissenschaftliche und sozialwissenschaftliche Forschungen eine große Rolle. So werden beispielsweise die Erkenntnisse von den Nachbarwissenschaften Geschichtswissenschaft, Ethnologie oder Anthropologie intensiv genutzt, auch biologische, geowissenschaftliche und paläoklimatologische Forschungen werden immer bedeutsamer.
- Geologie: Fachleute der Wildbachverbauung untersuchen gemeinsam mit Geologie, Bodenmechanik, Geotechnik und Geodäsie die Bewegungen eines Steilhanges und die Gefahr von Muren.
- Kindheitsforschung: Die Kindheitsforschung untersucht die Lebensbedingungen von Kindern unter anthropologischen, wirtschaftlichen, geschichtlichen, soziologischen und anderen Gesichtspunkten.
- Kommunikationswissenschaft: Die Kommunikationswissenschaft greift Theorien, Modelle, Konzepte usw. anderer, eigenständiger Fachbereiche wie etwa der Soziologie, der Politologie und der Volkswirtschaftslehre auf und entwickelt sie so entschieden mit.[14]
- Medizin: Im Bereich der Medical Humanities wird versucht, eine Verbindung zwischen der naturwissenschaftlich orientierten Biomedizin und den Human- und Geisteswissenschaften zu ermöglichen.
- Medizintechnik: Ein Arzt für Innere Medizin kooperiert mit einem Röntgenfacharzt und mit Physikern oder Ingenieuren, um neue Methoden oder Geräte zu entwickeln.
- Neurojurisprudenz: Die Neurojurisprudenz erforscht mögliche Konsequenzen der Neurowissenschaften für die Rechtsordnung.
- Ökologie: Die Forschung zu den komplexen Problemlagen des globalen Wandels setzt eine interdisziplinäre Herangehensweise voraus, um unter anderem Basisinformationen für politische Handlungen liefern zu können. Je nach Fragestellung findet beispielsweise eine Zusammenarbeit zwischen Biologen, Hydrologen, Psychologen, Juristen, Ökonomen und Geographen statt. Oft findet in einem Projekt neben der interdisziplinären Kooperation auch eine transdisziplinäre Kooperation statt.
- Paläontologie: Ein Paläontologe arbeitet mit Zoologen, Botanikern und Geowissenschaftlern zusammen, um mit deren Ergebnissen ein möglichst umfassendes Bild ausgestorbener Tier- oder Pflanzenarten zu entwerfen.
- Politologie: Die Politologie greift Theorien, Modelle, Konzepte usw. anderer, eigenständiger Fachbereiche wie der Soziologie, der Volkswirtschaftslehre und der Allgemeinen Staatslehre auf und entwickelt sie so entschieden mit.
- Provenienzforschung: Bei der Klärung des Weges von Kunstwerken in öffentliche und private Kunstsammlungen und auch in Bezug auf menschliche Überreste in naturwissenschaftlichen Sammlungen kommen interdisziplinäre Forschungen zum Tragen.[15]
- Rechtswissenschaft: Die Forschung zu juristischen Konflikten etwa von Grundrechten erfordert die Arbeit in mehreren wissenschaftlichen Disziplinen zugleich, im Konflikt von Persönlichkeitsrecht und Kunstfreiheit etwa von Rechtswissenschaft, Philosophie, Psychologie sowie Literaturwissenschaft und Linguistik, um die grundlegenden Wirkungen der Prozesse des Lesens auf die Menschen und Mitmenschen juristisch beurteilen zu können.
- Sozialökonomie: Die Sozialökonomie nach Alfred Oppolzer und Ernst Langthaler stellt einen interdisziplinäre Ansatz zur Beschreibung historischer sozialer Vorgänge dar.
- Sportwissenschaft: Die Sportwissenschaft ist eine interdisziplinäre Wissenschaft, die in Kooperation mit einer Reihe anderer Wissenschaften wie etwa der Soziologie, der Ethik, der Biologie, der Medizin, der Biomechanik oder der Pädagogik die Probleme und Erscheinungsformen im Bereich von Sport und Bewegung erforscht.[16]
- Verkehrswissenschaften: Die Verkehrswissenschaften sind ein Wissenschaftsbereich, der sich mit den relevanten Problemen und Ereignissen der Verkehrswelt auseinandersetzt und bei der Aufarbeitung der für diese charakteristischen Ortsveränderungen von Menschen, Waren, Nachrichten mit den spezialisierten juristischen, ökologischen, technischen, psychologischen oder pädagogischen Disziplinen zusammenarbeitet.[17]
- Verwaltungswissenschaft: In der Verwaltungswissenschaft wird die öffentliche Verwaltung sowohl auf Makro- als auch auf Mikroebene unter staats- und politikwissenschaftlichen sowie historischen und ökonomischen Aspekten untersucht.
- Wagnisforschung: Die Wagnisforschung ist ein in den Humanwissenschaften verorteter, interdisziplinär strukturierter Forschungsbereich, der sich mit dem bewussten Eingehen und Erleben von Grenzsituationen auseinandersetzt. Dazu werden etwa die Erkenntnisse der Evolutionstheorie, der Kulturanthropologie, der Sozialwissenschaften, der Verhaltensforschung, der Differentiellen Psychologie, der Ethik oder der Pädagogik kooperativ aufgearbeitet und evaluiert.[18][19]
- Wirtschaftsinformatik: Ein Wirtschaftsinformatiker arbeitet häufig mit Wirtschaftswissenschaftlern und Informatikern zusammen. Daneben entwickelt er eigene Methoden für einige Problemtypen, in denen sich die Verfahren der zwei anderen Wissenschaften als unzureichend erwiesen haben.
- Wirtschaftswissenschaft: Ein Wirtschaftsingenieur arbeitet z. B. im Management eines Industrieunternehmens und fördert dort Verständnis und Zusammenarbeit zwischen Betriebswirten, Controllern und Ingenieuren verschiedener Branchen mit seinem eigenen, interdisziplinären Fachwissen (vgl. dazu die Qualitätsmanagement-Methode Quality Function Deployment oder auch Six Sigma). Ähnliche Aufgabengebiete bearbeitet auch das Patentingenieurwesen.